# Rekontra
Rekontra – jedna z zapowiedzi w licytacji w grach karcianych. W podstawowym znaczeniu oznacza, że gracz zobowiązuje się wygrać zapowiedziany kontrakt mimo kontry przeciwnika.

## Rekontra w brydżu
W brydżu rekontra uważana jest za zapowiedź, ale nie za odzywkę. Za zrealizowanie gry z rekontrą przysługuje premia w wysokości poczwórnej premii za kontrakt podstawowy i kara za nieudaną kontrę dla przeciwników. W praktyce do rozgrywki z rekontrą dochodzi rzadko, gdyż zazwyczaj oznacza to błąd jednej z par. Rekontra może być naturalna, może być również składnikiem konwencji licytacyjnych, np. blackwooda lub cue bidów.

## Rekontra w innych grach karcianych
W grze w baśkę możliwe jest skontrowanie rekontry i zrekontrowanie tej zapowiedzi. Z innych gier karcianych rekontra występuje m.in. w taroku i belote a także w niektórych wariantach gry w skata.